# Шоколад (фильм, 2016)
Шоколад (фр. Chocolat) — французская биографическая драма.
Мировая премьера состоялась 5 января 2016 года, в России — 12 мая 2016 года.
Фильм основан на жизни клоуна Шоколад, который был сыном раба с Кубы, которая в то время являлась испанской колонией, — первом чернокожем артисте на французской сцене.

## Сюжет
В конце XIX века некогда известный клоун Футтит хочет сделать что-то новое в истории цирка. В итоге Футтит создаёт комический дуэт с Шоколадом (чернокожий человек, который когда-то был рабом в детстве, а сейчас находится в бегах). Вскоре комедийный дуэт начинает пользоваться большой популярностью у публики. 

Но в такой роли его не воспринимают как полноценного человека, и в его голове рождается идея. Пытаясь выйти из «тени» Футтита, Шоколад решает сыграть главную роль в театральной трагедии «Отелло», став первым темнокожим актёром, сыгравшим роль Отелло. Как актёр он использовал имя Рафаэль Падилья. Однако, исполнение было плохо принято публикой, которая изгнала актёра со сцены. Это, и зависимость от опия и азартных игр загнало его в нищету.
Шоколад работая уборщиком тяжело заболел. Перед смертью его навещает Футтит.
Перед титрами показывают сохранившуюся запись выступления Футтита и Шоколада.

## В ролях
- Омар Си — «Шоколад»
- Джеймс Тьерре — Футтит
- Клотильда Эсме — Мари
- Оливье Гурме — Оллеро
- Фредерик Пьеро — Дельво

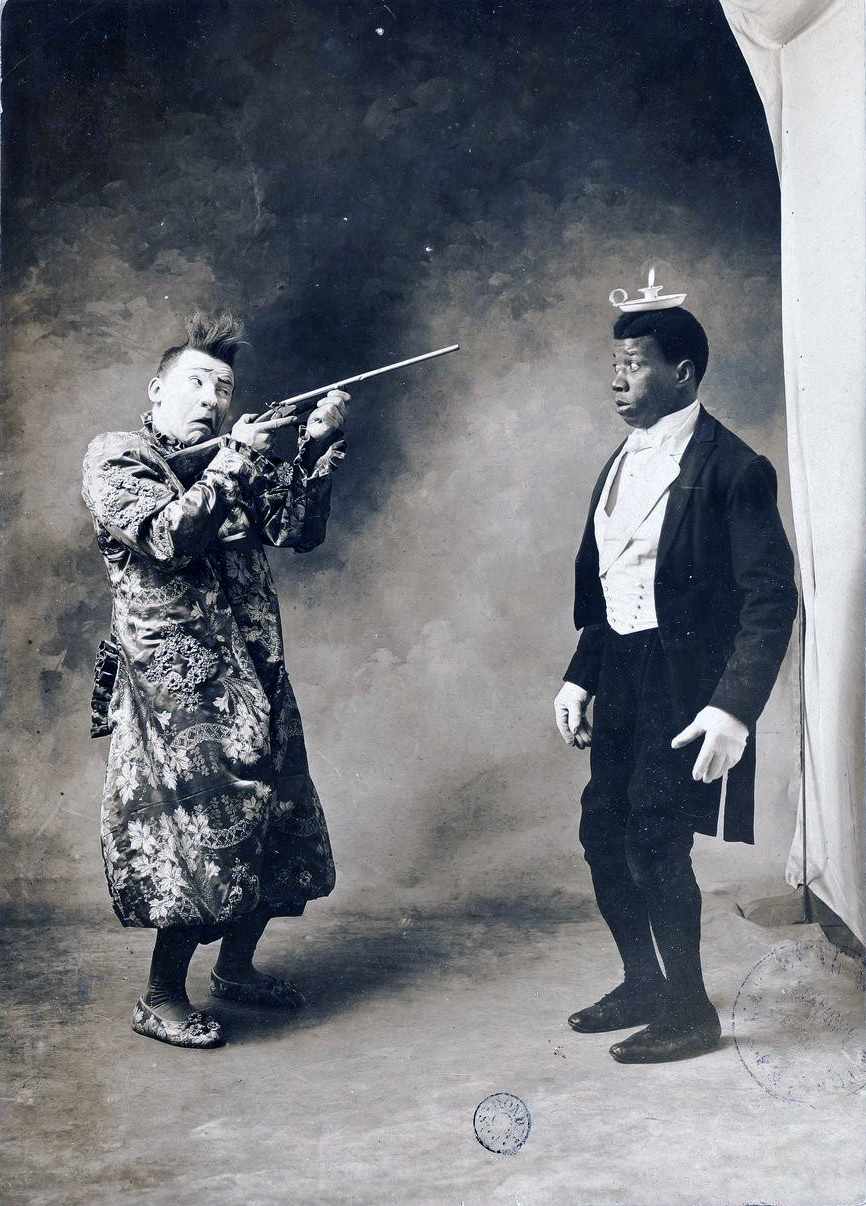
Оригинальные Футтит и Шоколад

- Ноэми Львовски — мадмуазель Дельво
- Элис де Ланкесе — Камилла
- Оливье Рабурден — Жемиль
- Жереми Альберте — журналист

## Награды
- 2017 — Премия «Сезар» за лучшую мужскую роль второго плана (Джеймс Тьерре) и за лучшие декорации (Жереми Д. Линьоль)[4].
- 2017 — Премия Globe de Cristal Awards[англ.] в номинациях «Лучший фильм» (Рошди Зем) и «Лучший актёр» (Омар Си)[5].